# Cumandá o Un drama entre salvajes
Cumandá o Un drama entre salvajes es una novela escrita por el ensayista, novelista, político, y pintor  ecuatoriano Juan León Mera. Fue enviada al Excmo. Señor Director de la Real Academia Española el 10 de marzo de 1877 desde la ciudad de Ambato-Ecuador, con el objetivo de que esta sea presentada a la Real Academia.  La novela tiene lugar en el Oriente ecuatoriano a mediados del siglo XVIII.
Esta fue escrita cuando las tierras del oriente ecuatoriano eran poco exploradas.  Éstas a su vez fueron colonizadas por mestizos y blancos misioneros que llevaron el catolicismo consigo.  En estas lejanas tierras orientales se encuentran las tribus jíbaras y záparas.  Los jíbaros son tribus consideradas como salvajes por los conquistadores españoles debido a sus crueles prácticas en la guerra y costumbres.  En estas tribus llenas de alianzas y confrontaciones se encuentra una dulce mujer que se llama Cumandá, la protagonista de la novela al igual que su amante Carlos,hijo de Don Orozco
La novela fue llevada al teatro con el mismo nombre de Cumandá escrita por Luis Humberto Salgado.  Hoy en día es una novela clásica de la literatura ecuatoriana y latinoamericana.

## Datos históricos
Juan León Mera escribió Cumandá en el Ecuador en 1879.  Cumandá se desarrolla alrededor de comienzos del siglo XIX.  Época en que el oriente ecuatoriano era poco explorado.  Los habitantes nativos del oriente son llamados salvajes a través de la obra y se puede apreciar claramente la diferencia cultural y social entre los nativos de dichas tierras y los colonos.

## Publicación y Escritura
Juan León Mera escribió una carta dirigida al Director de la Real Academia Española apuntando que aunque existen escritores como Chateaubriand y Cooper que han escrito sus novelas sobre salvajes en América la suya difiere bastante ya que toma lugar en las selvas del Amazonas donde los nativos tienen diferentes costumbres que a los que moran en Norteamérica.

## Resumen

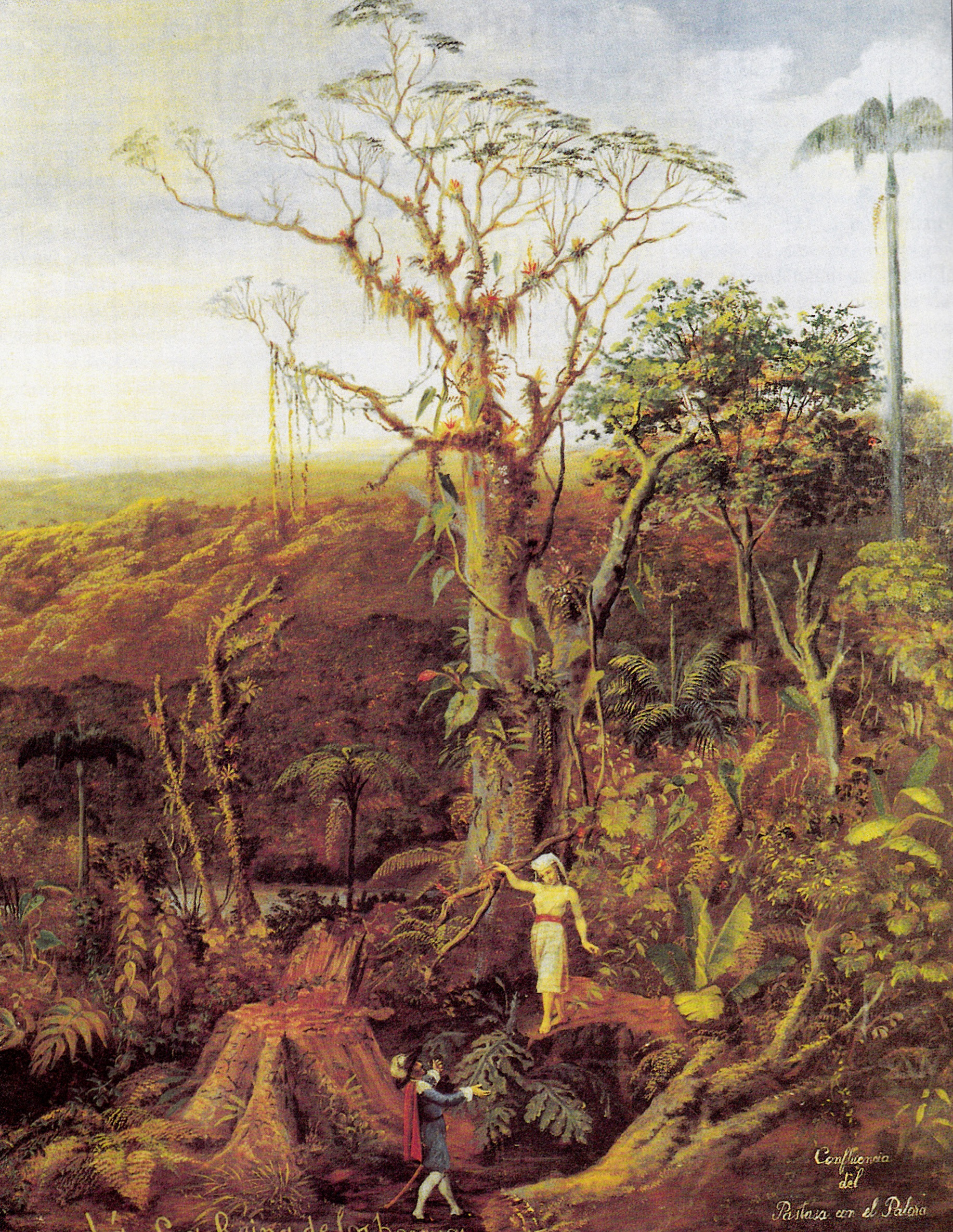
Cumandá, pintura de Rafael Salas

Todos conocemos al ambateño Juan León Mera (1832-1894) por ser el autor de la letra de nuestro himno Nacional, que es una especie de cédula en el siglo XIX. Mera fue un escritor y un intelectual que desempeñó varios cargos públicos; las ideas que aportó en diversos ámbitos contribuyeron a la construcción de nuestro país. Se podría decir que él y el estado ecuatoriano son prácticamente hermanos, pues ambos nacieron a inicios de la década de 1830.
La novela Cumandá tiene dos tiempos. 
En el primero, cuenta la historia de la familia Orozco. Don José Domingo de Orozco era propietario de una hacienda al sur de Riobamba donde pasaba largas temporadas por gusto o por necesidad. Su familia se componía de su esposa, Carmen N. riobambeña también, su hijo primogénito Carlos, cinco niños más, y por último una niña que sus padres idolatraban y bautizaron con el nombre de Julia. 
Don José trataba a los indios como gente destinada a la humillación, la esclavitud y los tormentos. Con frecuencia los indios hacían levantamientos contra los de la raza conquistadora, y frecuentemente, asimismo la culpa estaba de parte de los segundos por lo inhumano de su proceder con los primeros. Es importante clarificar que Don José no era mala persona pero desafortunadamente su proceder con los indígenas no fue el apropiado. Una vez existió un levantamiento en que el padre de un indio llamado Tobón formó parte. Como castigo a este, numerosos azotes y días de cepo le fueron dados. Los Tumbones acudieron a la defensa civil pero ésta en vez de hacer justicia se alineó con Don José. Como castigo fueron enviados al peor de los obrajes conocido como el infierno de los indios. Ahí pereció la familia del joven Tubón. Este regresó un día a la hacienda de los Orozco con una sed de venganza y odio hacia la raza blanca. Enamorado de la indiecilla que cuidaba a los hijos de los Orozco escapó con ella después de encerrar en la casa a la esposa e hijos de Don José y quemarla con ellos vivos adentro. Don José y su hijo primogénito Carlos pudieron sobrevivir debido a que Carlos, de aproximadamente 10 años de edad se encontraba en una escuela de la ciudad y su padre había salido esa mañana a visitarlo.
En el segundo tiempo, Don José Domingo de Orozco se ha vuelto un misionero en Andoas. Andoas es un pueblo de záparos en el oriente ecuatoriano. Su hijo Carlos ya es un hombre y está enamorado de una salvaje llamada Cumandá. Cumandá es hija de Tongana, viejo de la cabeza de nieve, jefe de una tribu o corta familia que se ubica entre la unión del Palora con el Pastaza. Se repite varias veces el gran odio que Tongana tiene hacia los blancos debido al trato que éstos dan a sus hermanos al otro lado de las montañas. También se repite la gran belleza de Cumandá y su distintivo color de piel blanca. Se da una clara descripción del fuerte y puro amor entre Carlos y Cumandá. Carlos intenta formar parte de la vida de Cumandá al ir a la fiesta de las canoas en el lago Chinamo, fiesta indígena pagana en que los jíbaros llegan a embriagarse constituyendo una fiesta de alto peligro. A ella acude la familia de Tongana y Cumandá participa en ella como una de las vírgenes ceremoniales. 
Tongana al percatarse de la presencia de Carlos ordena a sus hijos que lo asesinen. Carlos afortunadamente logra evadir la muerte por tres ocasiones gracias a la ayuda de Cumandá. Tongana es reprobado por el máximo líder indígena de los jíbaros, Yahuarmaqui, ya que este quiere que la fiesta de las canoas no sea ultrajada con sangre para que el demonio de la selva, mugía, no llegue por esos lugares y los dioses no se enojen. Esto hace que Tongana tome la decisión de ofrecer a su hija a Yahuarmaqui como esposa con tal de que ésta no esté con Carlos. Yahuarmaqui acepta la oferta gustosamente. Cuando el destino de Carlos y Cumandá parece sellado éstos logran escapar en la noche con destino a Andoas. Esa misma noche hay un ataque en el lago Chinamo por parte de moronas y longevos. El jefe del ataque es Mayariaga. Mayariaga está enojado con Yahuarmaqui porque este se negó a formar parte de la batalla de Mayariaga contra varias tribus del Morona y Amazonas. Durante la batalla mueren bastantes indígenas de ambos lados. Yahuarmaqui mata a Mayariaga en la pelea haciendo que los del otro bando se retiren rendidos ante la pérdida de su líder. Durante la pelea Yahuarmaqui y Tongana resultan gravemente heridos. Los moronas en su retirada capturan a Carlos y a Cumandá y ofrecen a Cumandá a cambio del cuerpo sin vida de Mayariaga a Yahuarmaqui, trato que este acepta. La noche en que Yahuarmaqui y Cumandá se iban a convertir en esposos este muere y Cumandá logra escapar con complicidad de su madre Pona ya que una vez con Yahuarmaqui muerto Cumandá sería dada una pócima venenosa para que lo acompañe en el mundo de los muertos como su mujer predilecta. Cumandá se dirige hacia Andoas. En Andoas ella recibe la noticia que su amante Carlos ha ido en su búsqueda.
Ese mismo día llega un indígena jíbaro diciendo que han capturado a Carlos y que están dispuestos a hacer un cambio con él si entregan a Cumandá, o sino lo matarían y atacarían Andoas ya que tienen la fuerte sospecha que Cumandá se refugia ahí. El padre Domingo de Orozco como máximo líder de Andoas tiene la difícil decisión de entregar a Cumandá para salvar a su hijo Carlos y a los záparos de la invasión de los jíbaros pero siente un fuerte apego indescriptible hacia la salvaje Cumandá. Mientras que el padre Domingo medita qué hacer, Cumandá se entrega voluntariamente con el fin de salvar a su gran amor Carlos. Al saber esto el padre Domingo monta una expedición en busca de Carlos y Cumandá. Encuentra a Carlos en el bosque, al igual que Tongana que está moribundo y a Pona. En este momento se descubre el secreto más grande de la novela, Cumandá en realidad es Julia. Pona era la indiecilla que una vez la cuidaba de pequeña y el gran amor que ella sentía hacia la niña la había obligado salvarla del incendio, secreto que nunca le había confesado. Tongana no era nada menos que Tubón. Carlos y su padre al saber esto parten con más záparos determinados a encontrar a Cumandá. Cuando por fin la encuentran ven que esta yace sin vida junto al cuerpo de Yahuarmaqui.
La historia acaba contando que a los pocos meses muere Carlos y poco después Pona. El padre Domingo viaja el mismo día de la muerte de Carlos a un convento en Quito.

## Personajes
- Cumandá: Cumanda significa patillo blanco.  Es la protagonista de la novela, hacia el final se descubre que su origen viene de la familia Orozco ya que ella es Julia.  Tiene un amor grande y puro hacia el blanco de Andoas.

- Carlos Orozco: Es el blanco enamorado de Cumandá.

- Domingo Orozco: Padre de Carlos.

- Tongana: Padre de Cumandá.

- Pona: Madre de Cumandá.

- Mayariaga: Curaca morona enojado con Yahuarmaqui.

- Hermanos de Cumandá, Son dos.

- Indígenas: Los indígenas que aparecen en la novela son los záparas (tribu de Cumandá) y los "jíbaros" que en realidad son los actuales shuar y achuar.

- Carmen N., Esposa de Don José Domingo de Orozco.

- Yahuarmaqui: Curaca conocido como viejo de las manos sangrientas.

## Adaptaciones

### Cine

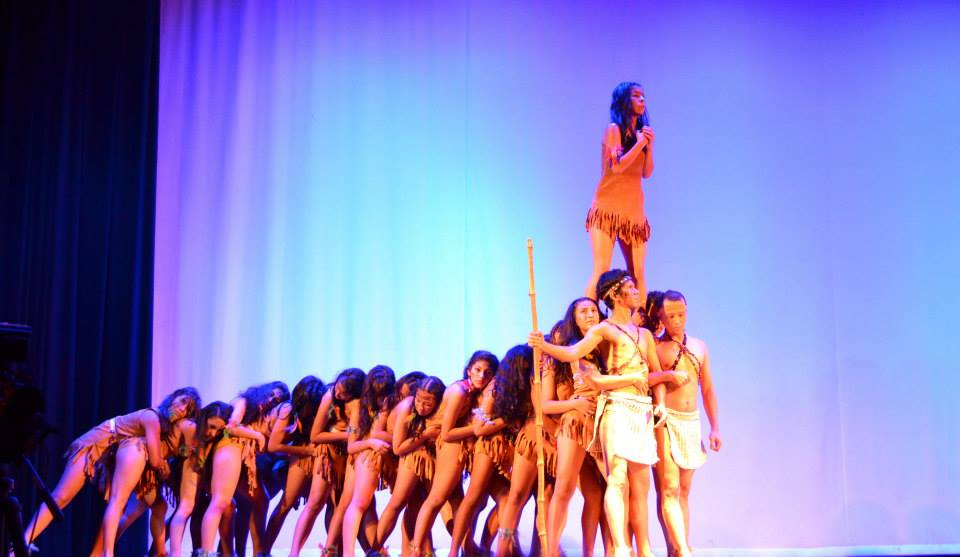
Ballet de la Casa de la Cultura Ecuatoriana Núcleo del Guayas representando la obra Cumandá, en la apertura del II Congreso Literario Internacional por la Identidad de los Pueblos y la Paz

En 1993, el director César Carmigniani llevó al cine una adaptación de esta novela titulada "Cumandá" con la participación de Sandy Puebla y Ricardo Williams como los protagonistas y con música de Williams y Christian Mejía. La cinematografía estuvo a cargo de Jesús Martínez y Luis Chalacán, Jefe de Piso y script Johny Tovar Jácome.

### Ópera
La ópera Cumandá o la virgen de las selvas de Pedro Pablo Traversari Salazar es una de las tres óperas ecuatorianas basadas en la novela homónima de Juan León Mera escrita en 1877. Las otras dos óperas basadas en esta novela nacional son Cumandá de Sixto María Durán Cárdenas (1875-1947) y Cumandá de Luis H. Salgado (1903-1977).  

### Danza
En 2014 la Casa de la Cultura -Núcleo del Guayas- realizó una obra de ballet contemporáneo llamada Cumandá la cual se presentó en el Teatro Centro Cívico y posteriormente en el Teatro Lalama de Ambato  , siendo esta adaptación de la novela escrita por Juan León Mera , esta obra tuvo muy buen recibimiento por el público Guayaquileño , incluso llegó a presentarse en Ambato (Ciudad de origen del autor Juan León Mera). Esta proyección de danza contemporánea fue dirigida y creada por Fernando Rodríguez y Yelena Marich,  mientras tanto en el elenco podemos encontrar más de 20 bailarines de la Unidad de Danza Esperanza Cruz de la Casa De La Cultura -Núcleo del Guayas-.